# Windows 11
Windows 11 ist ein Betriebssystem mit grafischer Benutzeroberfläche aus der Windows-Familie des US-Unternehmens Microsoft. Der Nachfolger von Windows 10 wurde im Oktober 2021 veröffentlicht. Es ist die erste Windows-Version für den Endnutzer, die nur als 64-Bit-Variante zur Verfügung steht.

Unter allen Windows-Betriebssystemen lag der Marktanteil von Windows 11 im April 2025 weltweit bei 43 Prozent, Windows 10 bei 54 Prozent.

## Veröffentlichung
Auf der Entwicklerkonferenz Microsoft Build 2021 Ende Mai 2021 sprach der Vorstandsvorsitzende Satya Nadella in seiner Grundsatzrede von „der nächsten Windows-Generation“. Am 24. Juni 2021 stellte Microsoft-Produktchef Panos Panay Windows 11 vor. Ein Beta-Build von Windows 11 wurde inoffiziell von Dritten am 15. Juni 2021 geleakt, sodass die Vorstellung durch Microsoft als Windows 11 keine Überraschung mehr war.
Damit nimmt Microsoft von dem ab 2014 vertretenen Plan Abstand, dass es nach Windows 10 keine weitere Windows-Version geben und dessen Weiterentwicklung über Rolling Releases vorangetrieben werde. Allerdings können die Kunden von Windows 10 auf Windows 11 ohne Zuzahlung wechseln, sofern Microsoft die Hardware unterstützt.

## Neuerungen und Änderungen
Windows 11 hat ähnliche Eigenschaften wie Windows 10 und baut auf derselben Entwicklungsgeneration auf. Wie schon zuvor Windows XP bis 7 hat Windows 11 abgerundete Ecken bei Fenstern, die aus dem Projekt „Windows 10X“ übernommen wurden.
Erstmals seit Windows 8 änderte Microsoft das Logo für das Betriebssystem. Es ähnelt dem Logo für den Konzern Microsoft und ist farblich in Blautönen gehalten.
Der Bluescreen, der gezeigt wird, wenn ein Fehler das Betriebssystem zum Absturz brachte, wurde mit schwarzem statt wie bei vorherigen Versionen mit blauem Hintergrund gestaltet. Ein Update Ende 2021 brachte allerdings den blauen „BSOD“ (für englisch Blue Screen of Death) zurück.
Mit Windows 11 kehrten Widgets zurück. Allerdings lassen sie sich nicht wie in Windows Vista oder Windows 7 auf dem Desktop platzieren, sondern sind in einem „Feed“ zusammengefasst. Ein Feed ist in diesem Zusammenhang eine Liste von Nachrichten und Artikeln.
Alle Sounds wurden überarbeitet. Besonders ist auch der neue Startsound, der sich erstmals seit Windows Vista änderte.
Eine angepasste Variante von Microsoft Teams wurde in Windows 11 integriert und soll unter anderem Videochats oder Textnachrichten per Schnellstart ermöglichen.
Unter Windows 11 sind Apps, die für das Betriebssystem Android entwickelt wurden, mit Hilfe des Windows-Subsystem für Android (WSA) lauffähig. Die Android-Apps werden über den Amazon Appstore installiert oder aus anderen Quellen als APK über die ADB.
In der Taskleiste von Windows 11 wird das Startmenü standardmäßig zentriert dargestellt, es ist aber möglich, das Startmenü linksbündig darzustellen. Mehrere Einstellungen aus Windows 10 wurden entfernt. So ist es nicht mehr über die Einstellungen möglich, die Taskleiste zu verschieben – über einen Eintrag in der Registrierungsdatenbank konnte die Taskbar zwar in Version 21H2 immer noch verschoben werden, jedoch kam es dabei teils zu Fehlern bei Darstellung und Funktion, vor allem in den seitlichen Positionen. Die Programmsymbole konnten zudem zunächst nicht mehr mit Beschriftungen oder ungruppiert angezeigt werden. Dies wurde in Upgrades des Betriebssystems wieder ergänzt. Es funktionieren allerdings weiterhin einige Taskleisten-Widgets von Drittanbietern unter Windows 11 nicht mehr.
Im Rahmen des Update-Prozesses wurden die von Windows 10 übernommenen Anwendungen Mail und Kalender durch eine Internet-basierte App ersetzt. Die Umstellung geschieht ohne Zustimmung des Anwenders, kann aber (zumindest vorübergehend bis zum Ende des Supports der Apps Ende 2025) rückgängig gemacht werden.

## Editionen
Windows 11 ist in verschiedenen Editionen erhältlich, je nach Zielgruppe und Einsatzzweck.

### Desktop und Notebook
- Windows 11 Home für Heimanwender im Privathaushalt
- Windows 11 Pro für fortgeschrittene Heimanwender, kleinere Unternehmen
- Windows 11 Pro for Workstations  für Unternehmen
- Windows 11 Enterprise für Großunternehmen
- Windows 11 Education für Bildungseinrichtungen
- Windows 11 Pro Education für Bildungseinrichtungen

## Hardware-Mindestanforderungen
| Komponente      | Anforderungen |
| --------------- | --- |
| System          | PC mit UEFI ab Version 2.3.1 mit Secure Boot |
| Prozessor       | Mehrkernprozessor mit 64-Bit-Architektur mit mindestens zwei Kernen und 1 GHz oder höherer Taktfrequenz, kompatible x64- und ARM64-Prozessoren gemäß Liste |
| Firmware        | Trusted Platform Module (TPM) Version 2.0 |
| Arbeitsspeicher | 4 GB |
| Grafik          | DirectX 12 mit WDDM-2.0-Treiber |
| Massenspeicher  | Festplatte (HDD oder SSD) ab 64 GB |

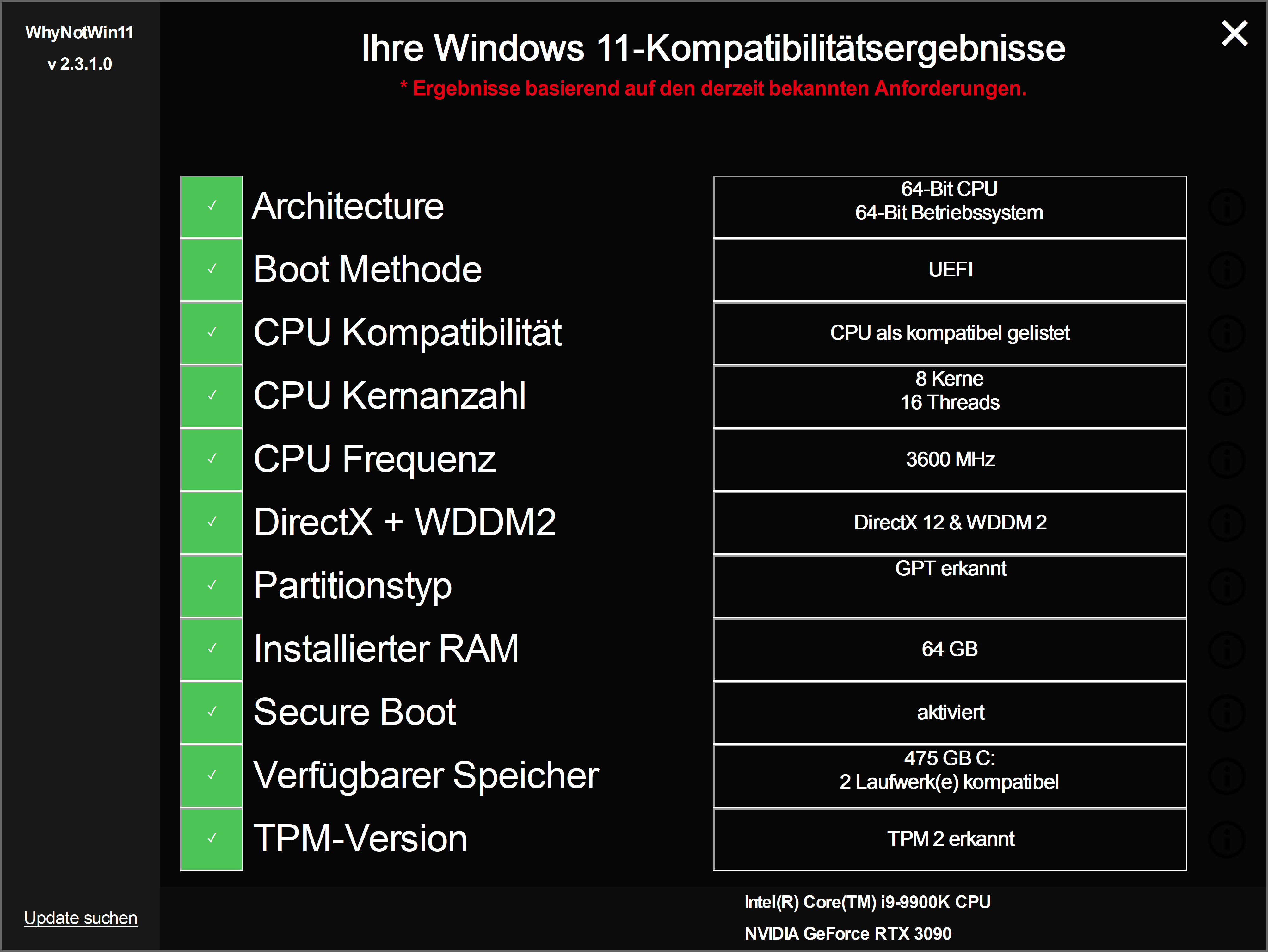
Alternativer Kompatibilitätscheck für Windows 11: WhyNotWin11

Microsoft bietet mit der HealthCheckApp ein Tool zur Integritätsprüfung vorhandener Hardware an. Alternativen zum Microsoft-Programm sind z. B. das freie Open-Source-Projekt WhyNotWin11 von Robert C. Maehl oder auch einfach eine Stapelverarbeitungsdatei wie W11CompChk.bat (für „Windows 11 Compatibility Check“) von Benutzer JBCarreon123 auf dem (englischsprachigen) Internetforum „Windows 11 Forum“ (elevenforum.com, keine Verbindung mit Microsoft). Mit WhyNotWin11 lässt sich auch von einem Windows-PE-basierten Live-Windows aus die Kompatibilität ermitteln, was mit der HealthCheckApp von Microsoft nicht geht.

### Kritik an den Hardware-Mindestanforderungen
Die Systemanforderungen für Windows 11 stehen unter anderem deshalb in der Kritik, weil sie als viel zu hoch angesehen werden und befürchtet werden muss, dass sie zu eigentlich vermeidbarem Elektronikschrott führen werden (mehr zum Thema siehe geplante Obsoleszenz). Beim Windows Subsystem für Android sind sie sogar noch höher. So werden etwa nur neuere Prozessoren unterstützt, wobei es nicht transparent ist, warum bestimmte Prozessorreihen von Microsoft ausgeschlossen wurden.
Microsoft selbst reagierte im August 2021 in einem Blog, in dem beschrieben wird, dass man sich als Team verpflichtet hat, durch Windows-Insider-Tests und mit OEMs zu untersuchen, ob es Geräte gibt, die auf Intel-Prozessoren der 7. Generation und AMD-Prozessoren Zen 1 laufen, die den Prinzipien entsprechen. Dabei wurde bisher allerdings nur der Intel Core 7820HQ und die Core-X-Reihe und Xeon-W-Reihe mit in die Liste aufgenommen. Somit sind bisher nur alle Intel-Prozessoren ab der 8. Generation (Q4 2017) und alle AMD-Prozessoren ab Zen+ (April 2018) kompatibel. Die Entscheidung begründet sich dadurch, dass Geräte, welche die Mindestsystemanforderungen nicht erfüllen, 52 % mehr Abstürze im Kernelmodus hatten. Geräte, die die Mindestsystemanforderungen erfüllen, waren zu 99,8 % Absturz-frei. Somit kam es zu 0,2 % Abstürzen bei unterstützten CPUs und zu 0,304 % bei nicht unterstützten CPUs.

### Studien
Am 12. April 2022 veröffentlichte Lansweeper eine Datenauswertung aus einer Stichprobe aus über 30 Millionen ausgewählten Geräten aus über 60.000 ausgewählten Organisationen. Dabei ergab sich, dass 55,6 % der Geräte die Mindestanforderungen für Windows 11 nicht erfüllen. 55,6 % der Geräte verwendeten einen nicht unterstützten Prozessor, 8,95 % einen nicht unterstützten Arbeitsspeicher, und bei 19,26 % fehlte ein Trusted Platform Module 2.0 (kurz TPM 2.0).

### Möglichkeit zur Nutzung auf nicht unterstützter Hardware
Bei einzelnen Tests hat Windows 11 auf offiziell gerade nicht mehr unterstützten Prozessoren stabil funktioniert.
Microsoft selbst veröffentlichte bereits kurz nach der Verfügbarkeit von Windows 11 einen Registry-Eintrag, der eine Upgrade-Installation aus Windows 10 bzw. ein Versions-Upgrade aus Windows 11 heraus auch bei einem eigentlich nicht unterstützten Prozessor und einem älteren Trusted Platform Module (kurz: TPM, etwa Version 1.2, die Mindestanforderung ist aber ein TPM 2.0) ermöglicht. Dabei muss jedoch ein Haftungsausschluss akzeptiert werden und Microsoft warnt davor, dass in Zukunft eventuell keine Updates mehr möglich sein werden.
Im Oktober 2023 wurde eine einfache Möglichkeit bekannt, Windows 11 ohne Rücksicht auf solche als überzogen empfundene Hardwareanforderungen (inkl. gänzlich fehlendes Trusted Platform Module und ohne jegliche Eingriffe in die Registry) nur durch einen speziellen Schalter der Installationsroutine, setup.exe /product server, auch auf älteren und schwächeren Computern anstandslos zu installieren.

## Kritik zur Software

### Zwang zum Microsoft-Onlinekonto
Bei der Installation ist die Einrichtung eines Microsoft-Kontos als Standard vorgesehen, dies erfordert auch eine Internetverbindung. Zur Einführung von 21H2 im Oktober 2021 hat Microsoft diesen Kontozwang vorerst ausschließlich für Nutzer der Home-Edition aktiviert – wer ein lokales Benutzerkonto für mehr Privatsphäre und weniger Datensammlung nutzen wollte sowie seinen Zugang vom PC nicht von einem Cloud-Konto abhängig machen wollte, konnte ohne Umgehungs-Hacks nur die teurere Pro-Version erwerben. Allerdings betrifft das nur die Erstveröffentlichung (Version 21H2), denn bereits mit den Installations-Medien der Version 22H2 ist die Option zur Installation mit lokalem Konto auch auf der Pro-Edition nicht mehr vorgesehen.
Bei einem Upgrade bestehender Installationen bleiben die eingerichteten Konten erhalten, der Zwang zum Microsoft-Konto betrifft nur Neuinstallationen. Dennoch ist auch weiterhin eine Installation mit lokalem Benutzerkonto prinzipiell möglich, abgesehen von der Pro-Version 21H2 allerdings nur noch mittels Hacks, die oft spezifisch von der jeweiligen Windows-11-Version abhängen, wie beispielsweise die Trennung vom Internet während der Installation bei Version 21H2, die Kontonamen „Microsoft“ oder „Windows“ bei Version 22H2 oder die erzwungene Offline-Installation bei Version 23H2. Offiziell ist die Einrichtung lokaler Benutzerkonten – und damit die Umgehung der Pflicht zum Microsoft-Konto – nur bei der Enterprise-Edition vorgesehen, die deutlich teurer ist.

### Ähnlichkeit
Des Weiteren wurde häufig ebenfalls kritisiert, dass viele Funktionen von Windows 10 unverändert in Windows 11 übernommen wurden und somit Windows 11 nur ein Windows 10 mit überarbeiteter grafischer Oberfläche sei.

### Taskleiste
Weiterhin wurde von sehr vielen Menschen kritisiert, dass in der Taskleiste ein Nicht-Gruppieren der Fenster nicht mehr möglich ist. Viele hatten sich über das Fehlen dieser Funktion beschwert. Zwei Jahre nach Markteinführung, im Moment 4 Update vom 26. September 2023, steht die Funktion wieder zur Verfügung.
Zudem lässt sich die Taskleiste im Gegensatz zu den vorherigen Windows-Versionen nicht mehr ohne weiteres an den oberen, rechten oder linken Bildschirmrand verschieben, was ebenfalls zu Kritik führte.

## Support
Die Windows-11-Editionen Enterprise, Education und IoT Enterprise erhalten 36 Monate Support nach Veröffentlichung.
Die Editionen Home, Pro, Pro Education und Pro for Workstation haben 24 Monate Support. Windows 11 Home ermöglicht das Aufschieben von Feature-Updates nicht und erhält diese immer automatisch. Ein Supportende für Windows 11 im Ganzen gibt Microsoft bislang nicht an.

## Versionsgeschichte
Windows-11-Versionsinformationen:
| 21H2                                                                                           | 22000 | Release to Manufacturing (RTM) (Sun Valley) | 5. Oktober 2021                                       | 10. Oktober 2023  | 8. Oktober 2024   | –               | –                |
| 22H2                                                                                           | 22621 | 2022 Update (Sun Valley 2)                  | 20. September 2022                                    | 8. Oktober 2024   | 14. Oktober 2025  | –               | –                |
| 23H2                                                                                           | 22631 | 2023 Update (Sun Valley 3)                  | 31. Oktober 2023                                      | 11. November 2025 | 10. November 2026 | –               | –                |
| 24H2                                                                                           | 26100 | 2024 Update (Hudson Valley)                 | 15. Juni (für Copilot+-PCs), 1. Oktober 2024 für alle | 13. Oktober 2026  | 12. Oktober 2027  | 9. Oktober 2029 | 10. Oktober 2034 |
| Legende:Ältere Version; nicht mehr unterstütztÄltere Version; noch unterstütztAktuelle Version |       |                                             |                                                       |                   |                   |                 |                  |

### 21H2 (Erstveröffentlichung)
Microsoft veröffentlichte Version 21H2, was der ersten stabilen veröffentlichten Version (RTM) von Windows 11 entspricht, am 4. Oktober 2021. Kurz nach der Veröffentlichung wurde über Geschwindigkeitseinbußen auf Systemen mit AMD-Ryzen-Prozessoren berichtet, sodass AMD von einem Upgrade auf Windows 11 zunächst abriet. Zudem kann es bei aktiviertem fTPM zu zufällig auftretenden sekundenlangen „Rucklern“ kommen, was allerdings auch Windows 10 betrifft. Ein weiteres Performance-Problem betraf die zu langsame Schreibgeschwindigkeit bei über AHCI oder NVMe angeschlossenen Festplatten und SSDs. Auch ältere Intel-Audio-Treiber verursachen Probleme nach einem Upgrade von Windows 10, sodass Microsoft auf betroffenen Systemen das automatisch angebotene Upgrade wieder sperren musste. Nach einem ersten Test des Heise-Verlags war Windows 11 21H2 etwas langsamer als Windows 10 21H1. Nur der Desktop erscheint viel früher, ist dabei aber nicht gleich benutzbar.

### 22H2 „2022 Update“
Am 20. September 2022 hat Microsoft das „2022 Update“ veröffentlicht, das vorerst als optionales Update über die üblichen Wege verteilt wird. So kann es über die Windows-Update-Funktion „Herunterladen und installieren“ auf einem bestehenden Windows-11-21H2-System ebenso installiert werden wie per WSUS und Windows Update for Business, oder als ISO-Datei heruntergeladen werden. Zu den Neuerungen zählen eine durchgängigere Windows-11-Optik, sodass das Look-and-Feel nun einheitlicher wirkt. Snap Layouts, bei dem sich Fenster komfortabel in Bildschirmabschnitte einpassen lassen, ist nun mit Touch-Bedienung nutzbar. Der „Schnellzugriff“ im Windows-Explorer heißt nun „Start“ und zeigt zusätzlich die zuletzt genutzten Dokumente, und im Startmenü können die Symbole (engl. Icons) nun in Ordner einsortiert werden. Das Update erhielt auch neue Sicherheitsfunktionen wie beispielsweise Smart App Control (SAC), das den Start von Programmen, die (noch) nicht als vertrauenswürdig eingestuft sind, unterbindet – anfangs ist Smart App Control dabei in einem Lernmodus: stellt die App fest, dass der Anwender sehr viele Programme (die nicht aus dem Windows Store stammen) nutzt, bei der die neue Funktion eher hinderlich als hilfreich ist, schaltet sie sich nicht scharf – andernfalls schon, wobei man die Funktion aber jederzeit auch permanent abschalten kann. Will man Smart App Control danach jedoch wieder scharf schalten, geht das nur über eine Neuinstallation oder das Zurücksetzen des Systems. Mit dem Dezember-Update für 22H2 (siehe Patchday) ist nun auch der Kontextmenü-Eintrag auf der Taskleiste für den Task-Manager wieder zurück.
Der Zwang zum Microsoft-Konto, den es bei Version 21H2 nur bei der Home-Edition gibt, ist nun auch auf der Pro-Edition vorhanden. Bei der Neuinstallation kann somit generell nur mehr über Umwege ein lokales Benutzerkonto angelegt werden.
Gleich nach der Veröffentlichung von Version 22H2 wurden einige Probleme mit dieser Aktualisierung bekannt, u. a. mit bestimmten Gruppenrichtlinien. Auch bestehen die Treiberprobleme der Vorversion, etwa mit veralteten Intel-Audio-Treibern, weiterhin.
Ab dem 27. Januar 2023 hatte Microsoft damit begonnen, das 22H2-Update automatisiert in Wellen zu verteilen, nachdem es zuvor bereits zur händisch ausgelösten Installation per Windows Update durch den Nutzer freigegeben war. Systeme, für die Probleme bekannt sind, sind von der automatisierten Verteilung ausgeschlossen.

#### Moment Updates 1–5
Außerdem gibt es Moment Updates, mit denen später neue Funktionen als kumulative Updates veröffentlicht wurden, sie sind verpflichtend. Mit dem ersten Moment Update wurden Tabs im Windows Explorer veröffentlicht. Das zweite Moment Update brachte Optimierungen für Touchscreens. Seit Moment 3 gibt es einen „Update Turboschalter“. Das vierte Moment Update bringt Änderungen im Windows Explorer, einen neuen Lautstärkemixer, eine Startseite in den Einstellungen und vieles mehr. Das fünfte Moment Update bringt nur in der EU wegen des Digital Markets Acts die Möglichkeiten zur Deinstallation des Edge-Browsers, Deaktivierung der Bing-Suche und der News-App.

### 23H2 „2023 Update“
Version 23H2 ist ein „Feature-Update“ für Windows 11. Die Version beinhaltet die bereits für die Vorversion als Moment Updates (bis „Moment 4“) veröffentlichten Neuerungen.

### 24H2 „2024 Update“
Das „2024 Update“ ist seit 15. Juni 2024 nur für Copilot+-Geräte verfügbar und es wird die erste LTSC Version mit Windows 11 sein. Seit 1. Oktober 2024 für weitere Geräte.